# Daniel Rudisha
Daniel Matasi Rudisha (* 11. August 1945 in Kilgoris, Rift Valley; † 6. März 2019 in Nakuru) war ein kenianischer Leichtathlet, der sich auf den 400-Meter-Lauf spezialisiert hatte.
Er gewann bei den Olympischen Spielen 1968 in Mexiko-Stadt die Silbermedaille in der 4-mal-400-Meter-Staffel. Die kenianische Stafette platzierte sich in der Aufstellung Rudisha, Munyoro Nyamau, Naftali Bon und Charles Asati mit 2:59,64 min hinter den Vereinigten Staaten und vor der Bundesrepublik Deutschland. Rudisha startete in Mexiko-Stadt auch im 400-Meter-Lauf, schied jedoch bereits in der Viertelfinalrunde aus.
Daniel Rudisha war 1,80 m groß und wog in seiner aktiven Zeit 76 kg. Sein Sohn David Lekuta Rudisha ist Olympiasieger, Weltmeister und Weltrekordhalter im 800-Meter-Lauf.